# Martín Payero
Martín Ismael Payero (ur. 11 września 1998 w Pascanas) – argentyński piłkarz pochodzenia włoskiego występujący na pozycji środkowego pomocnika, od 2023 roku zawodnik Udinese.